# 9578 Klyazma
9578 Klyazma è un asteroide della fascia principale. Scoperto nel 1989, presenta un'orbita caratterizzata da un semiasse maggiore pari a 2,4158692 UA e da un'eccentricità di 0,1547867, inclinata di 1,65288° rispetto all'eclittica.
L'asteroide è dedicato al fiume Kljaz'ma in Russia.